# Ipogei di Siponto
Gli Ipogei di Siponto sono un gruppo di antiche costruzioni sotterranee funerarie situate a Siponto (Manfredonia), in Puglia.

## Storia
Gli Ipogei di Siponto sono grotte in parte naturali, scavate dal mare e in parte modellate dall'uomo. Furono abitate dal neolitico fino all'età del ferro. In seguito, furono aree sepolcrali pagane per la Siponto romana.
Successivamente, i primi cristiani sipontini le utilizzarono sia come chiese rupestri per i primi riti cristiani, che per le sepolture. Le tombe furono scavate nel tufo e presentano ambulacri ed arcosoli.
Gli ipogei rimasero una necropoli fino al XIII secolo, quando Siponto fu abbandonata per fondare Manfredonia. Furono utilizzate come cava di tufo per costruire la città di Manfredonia, poi ebbero la funzione di ricovero per animali e pastori o furono impiegate come vere e proprie abitazioni.

## Siti

### Ipogei Capparelli

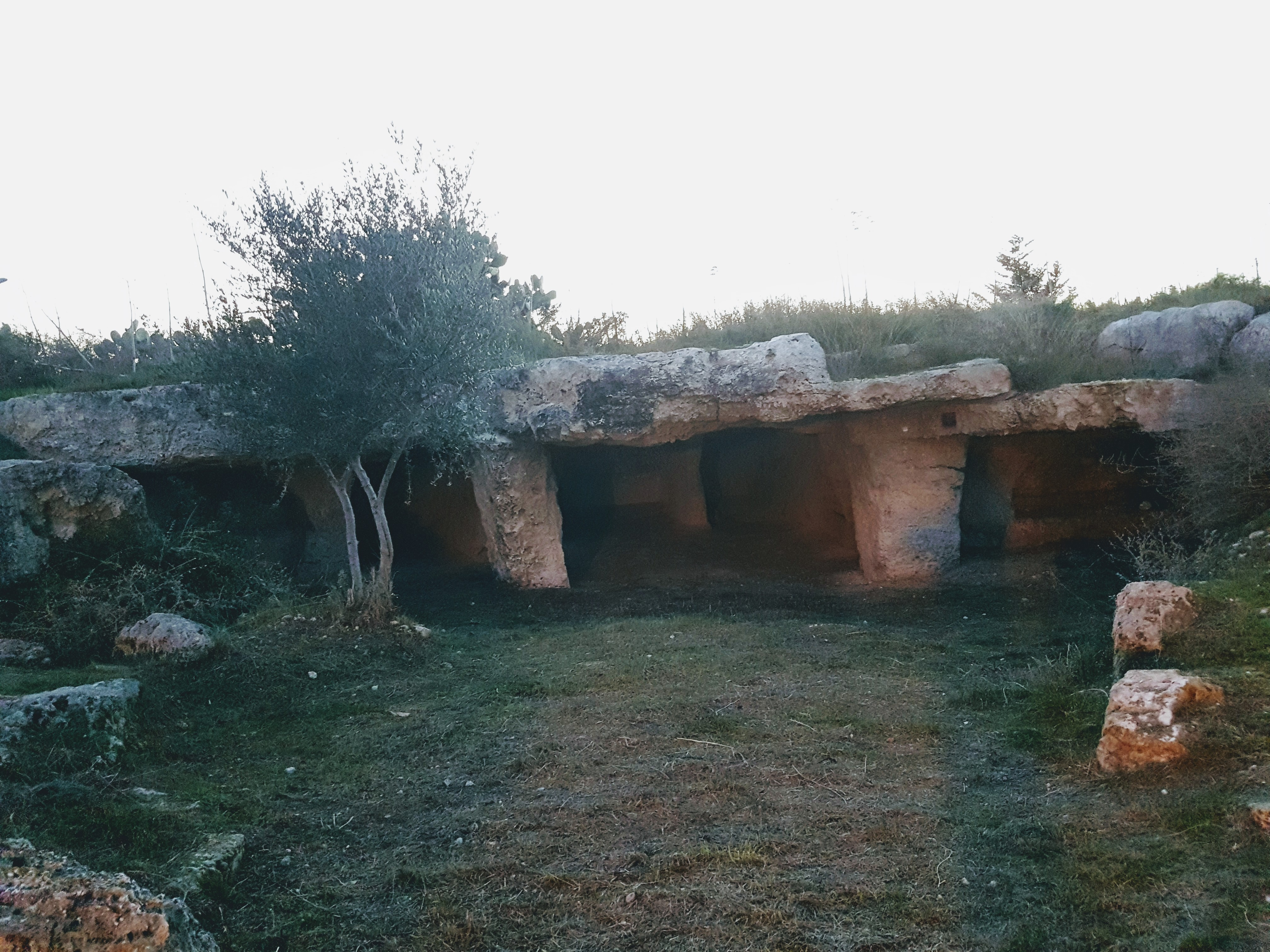
Veduta esterna

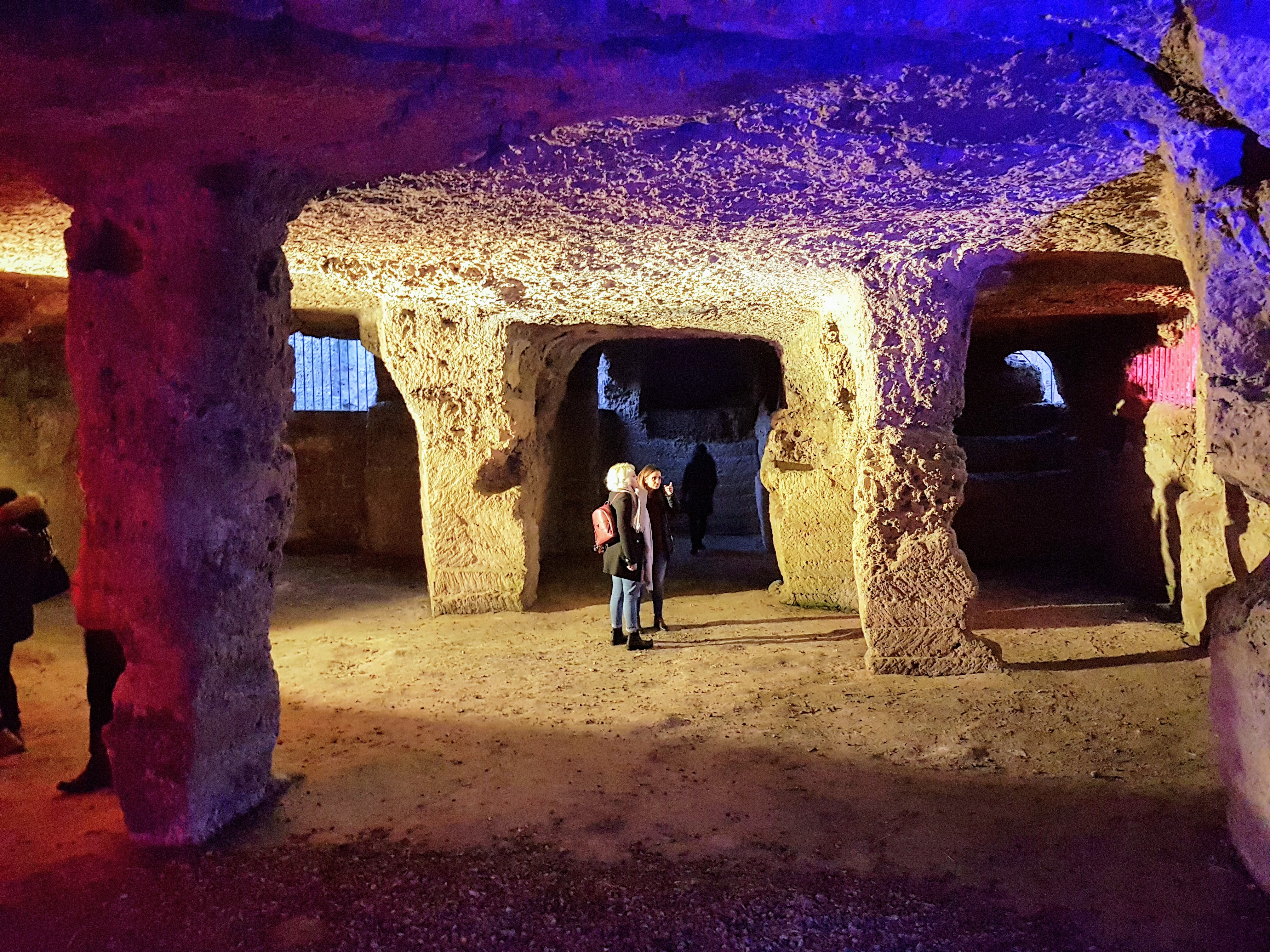
Veduta interna

La più grande Necropoli paleocristiana della Daunia, 9 ipogei sono rimasti intelligibili nella Masseria Capparelli. Ogni ipogeo è composto da 1 a 4 ambulacri o vestiboli divisi da grossi pilastri di roccia. Gli interni presentano arcosoli (monosomi e bisomi), che si susseguono lungo tutte le pareti,  tombe biloculate o polisome, loculi per bambini, nicchie poggia-lucerne, croci greche incise.  .
Nel tempo ci furono molte distruzioni e adattamenti, prima per ricavarne il tufo, poi per ottenere depositi per la paglia, ricoveri per uomini e animali. Infine divenne una discarica abusiva.

### Ipogei di Santa Maria Regina

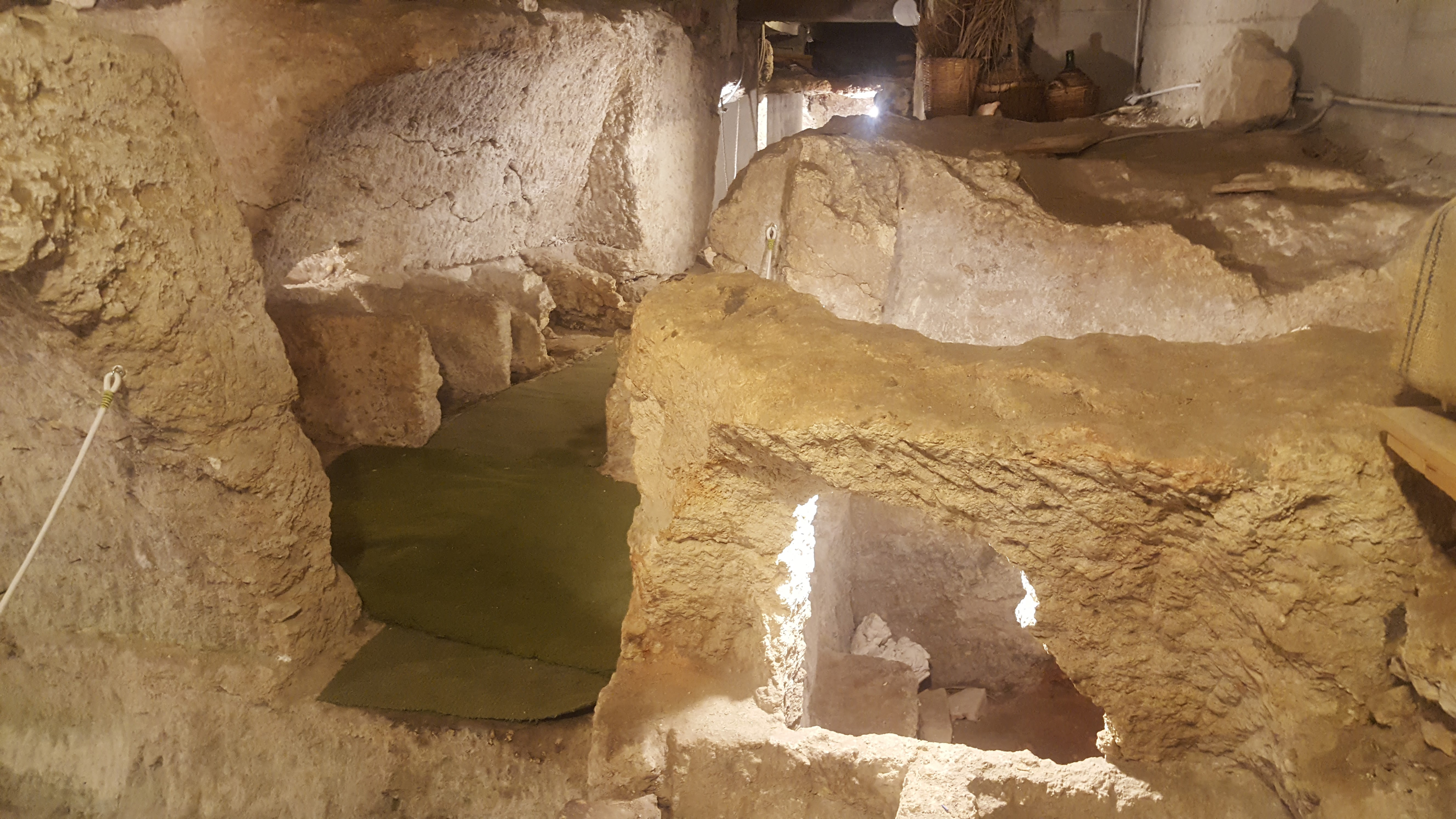
Ipogeo S. Maria Regina di Siponto

Sotto la moderna parrocchia di S. Maria Regina di Siponto si trovano gli ipogei di Santa Maria Regina. Risalgono ai secoli IV-X d.C. Dovettero avere un periodo di utilizzo piuttosto lungo con un nucleo più antico e un successivo ampliamento.
Il primo ipogeo presenta 51 loculi che misurano 0,4m larghezza x 0,4m altezza x 1,70 lunghezza. Presentano tracce di calcina, usata lungo i bordi dei tegoloni che chiudevano ogni tomba. I resti di scheletri di bambini e adulti sono raccolti in un loculo distrutto, sotto un arcosolio.
Si passa al secondo ipogeo attraverso un passaggio ottenuto col taglio della roccia di divisione, che ha così distrutto i diaframmi centrali di molti loculi. Questa grotta è costituita da un ambulacro centrale a croce greca, dal quale si aprono tre arcosoli polisomi contrapposti.

### Ipogei Scoppa

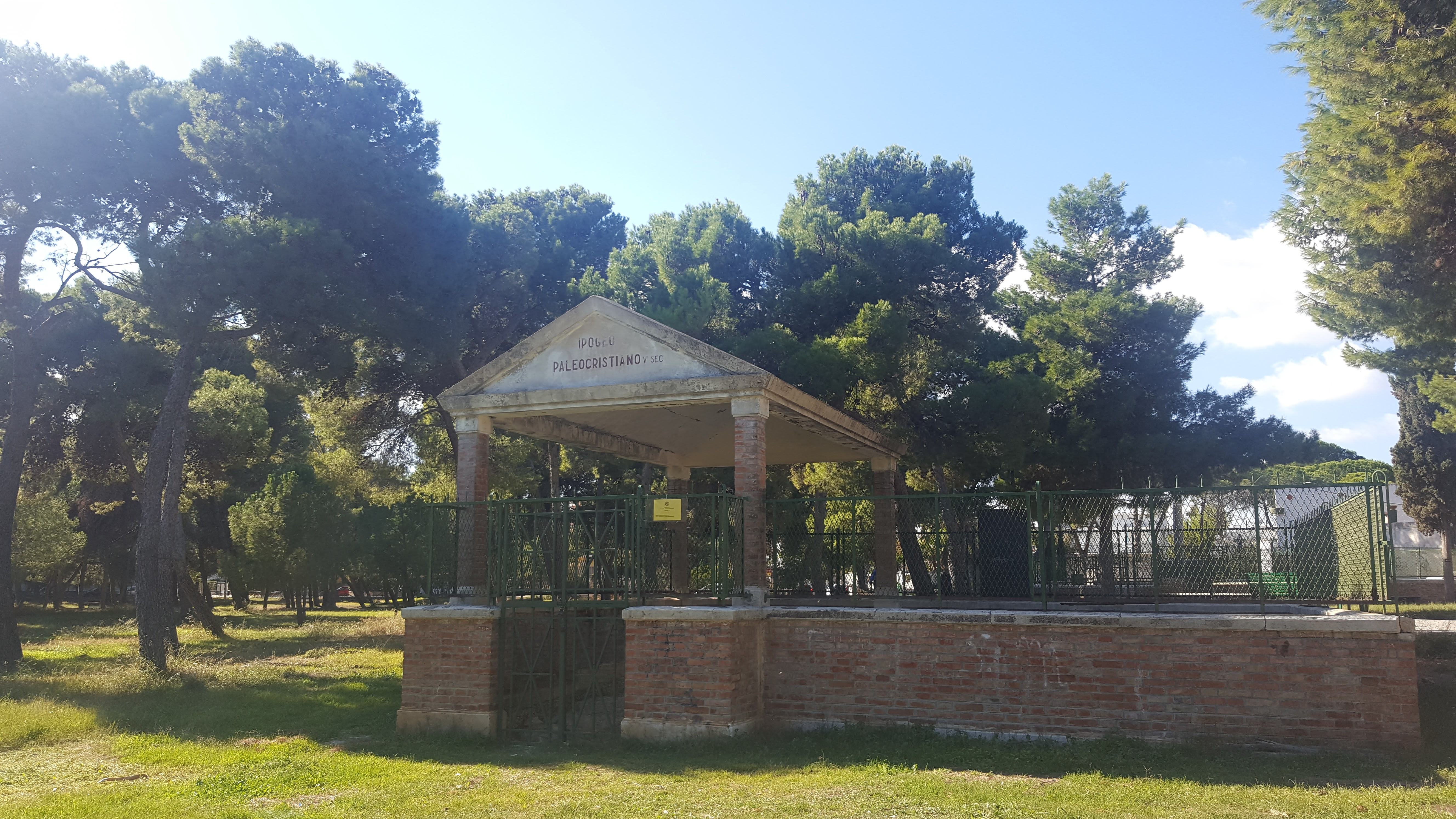
Ipogeo "Scoppa 2" e pineta

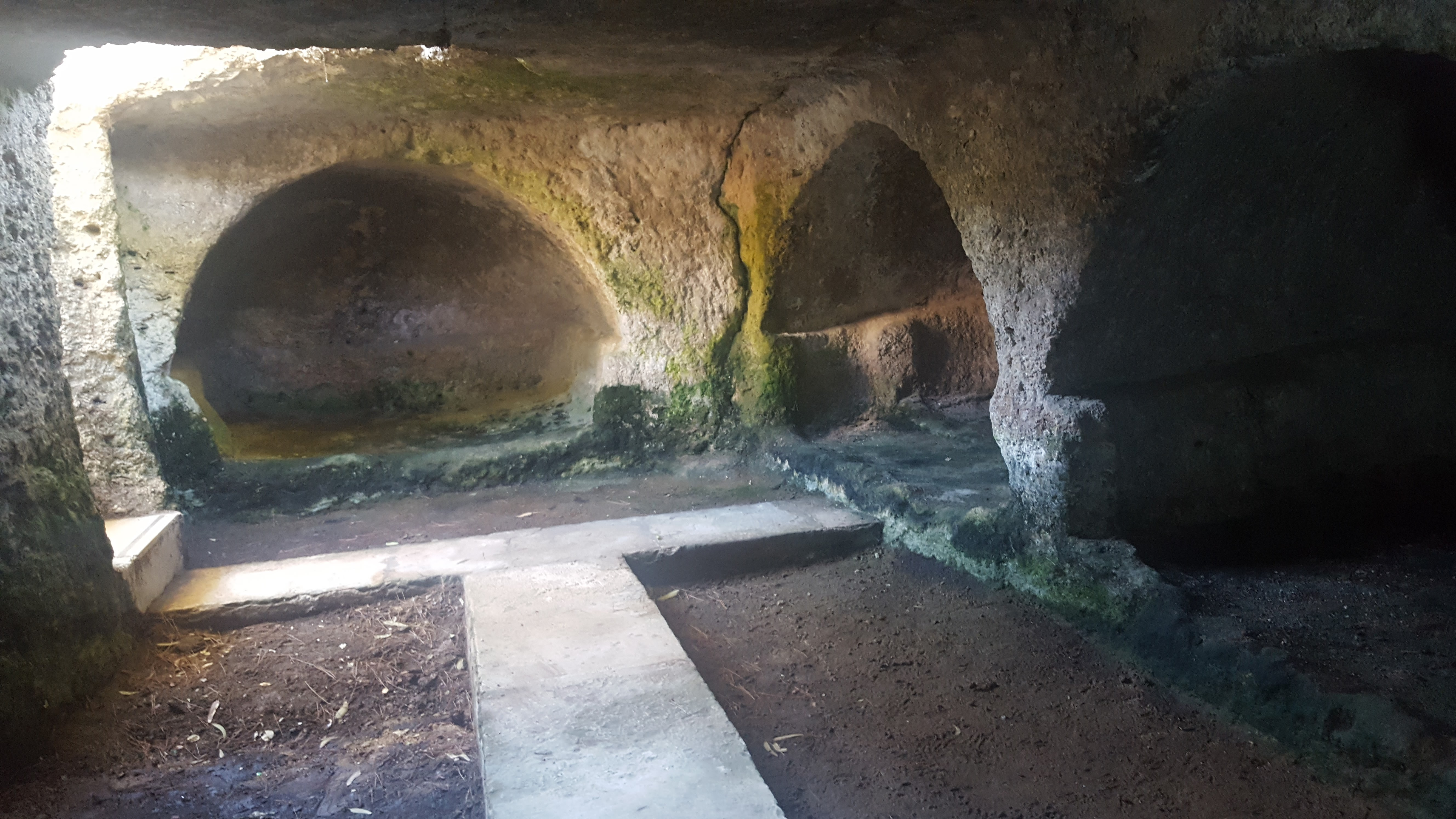
Ipogeo "Scoppa 2"

Sono a ridosso e all'interno della pineta di Siponto e furono scoperti nel 1937, nel corso di lavori di bonifica.
Il primo fu un edificio di culto paleocristiano del V secolo, dedicato ai Santi Stefano e Agata, attribuito a Lorenzo Maiorano. Sono visibili resti di mosaici policromi risalenti al V-VI secolo, resti di colonne, sepolture subdiali, resti di sarcofagi distrutti per costruire un canale di bonifica, coperchi di sarcofago in blocco litico displuviato con foro per il refrigerio. Una rampa di scalini danno accesso all'ipogeo, con 4 arcosoli all'interno di ciascuno dei quali rimangono le impronte di 5 sepolture. L'ipogeo fu successivamente trasformato in conserva idrica. .
Anche il secondo ipogeo fu interamente ricavato per escavazione all'interno del deposito geologico di natura calcarea. Un corridoio conduce ad un ambiente con due arcosoli e 20 loculi.

### Ipogei di Minonno
Nella masseria Minonno ci sono due ipogei per sepolture. Uno poi utilizzato inizialmente come cava e poi a deposito di attrezzi agricoli.